# José Pacheko

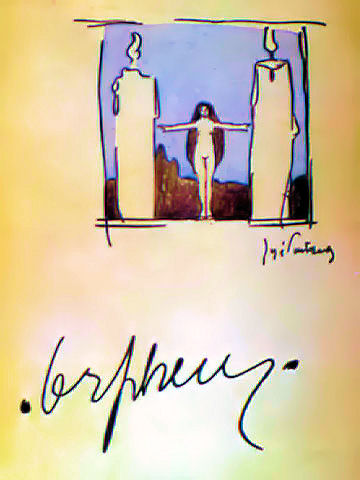
Capa do n.º 1 da Revista Orpheu, 1915.

José Rosa dos Santos Pacheco (São Jorge de Arroios, Lisboa, 24 de abril de 1885 – Anjos, Lisboa, 28 de setembro de 1934), que assinava José Pacheko, foi um arquiteto, artista gráfico, cenógrafo e pintor português.

## Biografia
Era filho do comerciante e proprietário Francisco Rosa Pacheco, natural de Oeiras, e de Maria Carlota dos Santos Pacheco, doméstica, natural de Lisboa (freguesia do Campo Grande).
A 15 de dezembro de 1913, casou civilmente em Lisboa com a pintora naturalista Maria Etelvina dos Santos e Silva (Santa Justa, Lisboa, c. 1880 – Anjos, Lisboa, 2 de agosto de 1921), filha do funcionário público Alfredo dos Santos e Silva e de Maria Júlia Botelho Lobo, doméstica, ambos naturais de Lisboa (ele da freguesia da Encarnação e ela da freguesia da Conceição Nova). Desde novo que se revelaram as suas tendências artísticas, tendo terminado, com distinção, o curso de arquitectura na Escola de Belas-Artes de Lisboa. Ingressou, em seguida, na Escola de Arquitectura de Paris, onde foi um aluno laureado, tendo exercido como professor auxiliar naquele estabelecimento.
Foi aluno do curso livre do arquiteto Norte Junior. Residiu em Paris entre 1911 e 1913 e, de novo, em 1914, com sua esposa em casa de Amadeo de Souza-Cardoso; entre 1915 e 1917 colaborou no Ocidente com ilustrações; em 1915 participou na Exposição de Humoristas e Modernistas, Porto, e em 1920 na III Exposição dos Humoristas, Lisboa; em 1916 dirigiu artisticamente a revista monárquica A Ideia Nacional.
Em 14 de Junho de 1915 participa talvez num evento de que ele, Almada Negreiros, Santa-Rita Pintor e Ruy Coelho eram os promotores. Nesse «grande congresso de artistas e escritores» — de que não existem notícias na imprensa e que poderá nunca ter ocorrido —, a nova geração levantava-se em protesto «contra a modorra a que os velhos a obrigam». Ainda nesse ano participa no primeiro número da revista Orpheu, desenhando a capa. Em 1917, no número único da revista Portugal Futurista, assina, juntamente com Almada Negreiros e Ruy Coelho um manifesto de apresentação dos Bailados Russos de Diaghilev.
Em 1916 abre a Galeria das Artes no Salão Bobone, Lisboa (expondo, entre outros, ele próprio, Almada Negreiros, Jorge Barradas, Francisco Smith e António Soares). Em 1919 tenta fundar, em vão, uma Sociedade Portuguesa de Arte Moderna, com Manuel Jardim, Ruy Coelho e o poeta Acácio Leitão (será um dos sócios fundadores da Sociedade Portuguesa de Arte Contemporânea, fundada em 1930). Entre 1922 e 1926 dirige a revista Contemporânea (1915;1916-1926) uma publicação de "gosto algo mundano" e "tendência política de direita", de que foram publicados um total de treze números (a revista torna-se em "ponto de apoio dos «novos», que reproduziu profusamente"); devido à sua ligação a essa revista, em 1925 e 1926 José Pacheko tem um papel preponderante na escolha dos artistas convidados a decorar o café a A Brasileira (onde estará ele próprio representado com uma pintura), e o Bristol Club, Lisboa. Participa no I Salão de Outono (organizado por Eduardo Viana, SNBA, 1925) e organiza o II em 1926, em nome da Contemporânea. Participa no I Salão dos Independentes, SNBA, 1930.
Também se conhece colaboração sua na revista Atlantida (1915-1920).
Exerceu igualmente como arquitecto, tendo elaborado projectos para diversos edifícios particulares, e participado em vários concursos para monumentos, logrando elevadas classificações, destacando-se a sua maquete do Monumento aos Heróis da Guerra Peninsular, no Porto, que recebeu a medalha de honra.
A 1ª Exposição dos Artistas Ilustradores Modernos, SPN, 1942, foi-lhe dedicada, em reconhecimento do seu papel pioneiro na renovação das artes gráficas em Portugal.
A sua esposa, a pintora naturalista Maria Etelvina Lobo dos Santos e Silva, faleceu em 1931, tendo nessa altura José Pacheco começado a sofrer de uma neurastenia profunda, tendo-se virado para a religião, e procurado o isolamento social. Em 1932, esteve internado numa casa de saúde, da qual fugiu, tendo-se reunido com a sua mãe e uma irmã, com quem esteve até à sua morte.
Morreu vitimado pela tuberculose, a 28 de setembro de 1934, com apenas 49 anos, em sua casa, na Rua José Estêvão, n.º 10, 2.º direito, na freguesia dos Anjos, em Lisboa. Foi sepultado em jazigo de família no Cemitério do Alto de São João.